# Ânderson Luís da Silva
Ânderson Luís da Silva (13 de febrer del 1981), conegut esportivament com a Luisão (literalment "Gran Luís"), és un exfutbolista brasiler, que actuava de defensa central.
Va disputar 14 temporades en el Benfica a Portugal, provinent del Cruzeiro. Amb la selecció nacional, va jugar 41 partits, guanyant la Copa Amèrica de 2004 i les Copes Confederacions de 2005 i 2009. Va ser convocat pels Mundials de 2006 i 2010.